# Seznam vítězů diamantové ligy v hodu diskem
Toto je seznam vítězů diamantové ligy v hodu diskem.

## Celkoví vítězové
| Muži                 | Muži              |
| -------------------- | ----------------- |
| Diamantová liga 2010 | Piotr Małachowski |
| Diamantová liga 2011 | Virgilijus Alekna |
| Diamantová liga 2012 | Gerd Kanter       |
| Diamantová liga 2013 | Gerd Kanter       |
| Diamantová liga 2014 | Piotr Małachowski |
| Diamantová liga 2015 | Piotr Małachowski |
| Diamantová liga 2016 | Piotr Małachowski |
| Diamantová liga 2017 | Andrius Gudžius   |
| Diamantová liga 2018 | Fedrick Dacres    |
| Diamantová liga 2019 | Daniel Ståhl      |
| Diamantová liga 2020 | bez vítěze        |
| Diamantová liga 2021 | Daniel Ståhl      |
| Diamantová liga 2022 | Kristjan Čeh      |
| Diamantová liga 2023 | Matthew Denny     |
| Diamantová liga 2024 | Matthew Denny     |
| Diamantová liga 2025 | bude oznámeno     |

| Ženy                 | Ženy               |
| -------------------- | ------------------ |
| Diamantová liga 2010 | Yarelis Barriosová |
| Diamantová liga 2011 | Yarelis Barriosová |
| Diamantová liga 2012 | Sandra Perkovićová |
| Diamantová liga 2013 | Sandra Perkovićová |
| Diamantová liga 2014 | Sandra Perkovićová |
| Diamantová liga 2015 | Sandra Perkovićová |
| Diamantová liga 2016 | Sandra Perkovićová |
| Diamantová liga 2017 | Sandra Perkovićová |
| Diamantová liga 2018 | Yaime Pérezová     |
| Diamantová liga 2019 | Yaime Pérezová     |
| Diamantová liga 2020 | bez vítěze         |
| Diamantová liga 2021 | Valarie Allmanová  |
| Diamantová liga 2022 | Valarie Allmanová  |
| Diamantová liga 2023 | Valarie Allmanová  |
| Diamantová liga 2024 | Valarie Allmanová  |
| Diamantová liga 2025 | bude oznámeno      |